# 원오원 엔터테인먼트
원오원 엔터테인먼트(101 엔터테인먼트, 101 Entertainment)은 대한민국에 본사를 둔 엔터테인먼트 회사이다. 음반 기획 및 제작, 연예인 매니지먼트에 이어 현재는 스타 마케팅, 레코딩 스튜디오, 음반 유통 등 관련 분야를 확장해가고 있으며, 연예인 매니지 먼트, 음반제작, 방송 콘텐츠(TV드라마, 예능프로그램)를 제작, 공급함으로써 종합 문화 콘텐츠 회사를 지향한다. 원오원 엔터테인먼트는 김종국, 마이티 마우스, 주석, 배우 한가인 등을 배출하였다.

## 소속 연예인

### 현재 소속
- 박영미
- 포레스트
- 김진석
- 니콜라스 버든
- 임창규
- 나우진
- 소야앤썬

### 과거 소속
- 백현서
- JJ
- 김종국
- 강성민(OGN(온게임넷) 켠김에왕까지 허강조류(허준, 강성민, 조현민, 류경진) 멤버로 활동한적 있음.
- 마이티 마우스
- 한가인
- 주석
- 듀스
- R.ef
- 유승준
- 김범수
- 황신혜
- 이현도
- 휘성